# 佐久間康夫
佐久間 康夫（さくま やすお、1955年〈昭和30年〉 - ）は、日本の英文学者、演劇学者、青山学院大学文学部教授。専門はイギリス演劇。シェイクスピアが専門。
東京都生まれ。青山学院大学文学部教育学科卒業、同大学大学院文学研究科修士課程修了、同研究科英米文学専攻博士課程単位取得済退学 。

## 著書

### 単著
- 『イギリス生まれの物語たち』松柏社 2002年
- 『心に響け、シェイクスピア 英語で味わう名せりふ』日本放送出版協会 2009

### 共著書
- 『概説イギリス文化史』太田雅孝,中野葉子共編著 ミネルヴァ書房 2002年
- 『風土記イギリス 自然と文化の諸相』定松正,蛭川久康編著 江藤秀一,中林正身,米山明日香共著 新人物往来社 2009

### 翻訳
- フランシーン・ジェイムズ『アオカビが人類をすくった』さ・え・ら書房 1987
- G.J.ワトソン『演劇概論―ソフォクレスからピンターまで』北星堂書店 1990年)
- マーティン・エスリン『演劇の解剖』北星堂書店 1991年)
- ロビン・メイ『世界演劇事典』編訳 開文社出版 1999
- ロブ･グレアム 『演劇の世界』開文社出版 2006年
- ロブ・グレアム『シェイクスピアの世界』ほんのしろ 2008
- スティーヴン・ペティット『オペラの世界』ほんのしろ 2010

## ラジオパーソナリティー
- ものしり英語塾（NHKラジオ第2放送・水曜・木曜日担当講師） 2006年度10月から12月期「シェイクスピアの名作・ハムレットを読む」、2008年1月から3月期「名セリフで味わうシェイクスピア」